# Gargaliáni
Gargaliáni, en grec moderne : Γαργαλιάνοι, est un village et un ancien dème du district régional de Messénie, en Grèce. Depuis 2010, il est fusionné au sein du dème de Triphylie.
Selon le recensement de 2011, la population du dème compte 7 940 habitants tandis que celle du village s'élève à 5 007 habitants.

## Personnalité liée au village
- Téllos Ágras (1880-1907), combattant de l'Armée hellénique en Macédoine.